# پارفه موندوندا
پارفه موندوندا (انگلیسی: Parfait Mandanda؛ زادهٔ ۱۰ اکتبر ۱۹۸۹) بازیکن فوتبال اهل جمهوری دموکراتیک کنگو است.
از باشگاه‌هایی که در آن بازی کرده‌است می‌توان به باشگاه فوتبال آلتای اسپور، باشگاه فوتبال دینامو بخارست، باشگاه فوتبال رویال شارلوا، و باشگاه فوتبال بوردو اشاره کرد.
وی همچنین در تیم‌های ملی فوتبال زیر ۲۱ سال فرانسه و جمهوری کنگو بازی کرده‌است.